# Władysław Guzdek
Władysław Guzdek (ur. 23 maja 1893 w Stryju, poległ 28 października 1914 pod Bitkowem) – chorąży Legionów Polskich, kawaler Krzyża Srebrnego Orderu Wojskowego Virtuti Militari.

## Życiorys
Urodził się jako syn Jana (nauczyciela) i Marii z domu Rozwadowskiej.
Ukończył gimnazjum w Podgórzu i rozpoczął (w roku akademickim 1911/1912) studia na Wydziale Prawa Uniwersytetu Jagiellońskiego. Działał w skautingu i Związku Strzeleckim. Ukończył w Krakowie szkołę oficerską „Strzelca”, a w sierpniu 1914 r. wstąpił do Legionów Polskich. Otrzymał przydział na stanowisko adiutanta w I Kompanii Kadrowej, w której szeregach wziął udział w wyprawie kieleckiej. Z dniem 10 września 1914 r. został przeniesiony do batalionu rekruckiego i skierowany do Krakowa. Tu otrzymał przydział do 2 pułku piechoty LP. 29 września 1914 roku został mianowany do rangi chorążego piechoty i w tym samym dniu wyruszył z pułkiem na front w Karpatach . Zajmował wówczas stanowisko dowódcy plutonu w 9 kompanii III batalionu macierzystego pułku. Jako jeden z pierwszych oficerów przeszedł Karpaty, wkroczył na teren Galicji i stoczył walkę na polskiej ziemi. Poległ pod Bitkowem (w okolicach Mołotkowa), na dzień przed jedną z najbardziej krwawych bitew Legionów Polskich. Był pierwszym poległym oficerem 2 pułku piechoty LP. Spoczął na polu bitwy.
Za poświęcenie, męstwo oraz wykonanie wielu akcji wywiadowczych został pośmiertnie odznaczony Krzyżem Srebrnym Orderu Wojskowego Virtuti Militari, co zostało potwierdzone dekretem Wodza Naczelnego marszałka Józefa Piłsudskiego L. 13330.VM z dnia 17 maja 1922 roku (opublikowanym w Dzienniku Personalnym Ministerstwa Spraw Wojskowych Nr 7 z dnia 26 stycznia 1923 roku). Za pracę w dziele odzyskania niepodległości Władysław Guzdek został, na mocy zarządzenia prezydenta Rzeczypospolitej Ignacego Mościckiego z dnia 12 maja 1931 roku, odznaczony pośmiertnie Krzyżem Niepodległości.
Chorąży Władysław Guzdek nie zdążył założyć rodziny.

## Ordery i odznaczenia
- Krzyż Srebrny Orderu Wojskowego Virtuti Militari Nr 7057[6]
- Krzyż Niepodległości[d]